# 24 novembre dans les chemins de fer
24 octobre 24 décembre
Chronologies thématiques
- Croisades
- Sports
- Disney

Cette page concerne les événements qui se sont déroulés un 24 novembre dans les chemins de fer.

## Événements

### XXesiècle
- 1995. France : début de la longue grève des cheminots de la SNCF qui se poursuivra jusqu'à la mi-janvier 1996 et conduira à la création du syndicat SUD Rail.

### XXIesiècle
2007. France : Inauguration de la ligne 1 du tramway de Nice